# Бланьяк (кантон)
Бланья́к (фр. Blagnac, окс. Blanhac) — кантон во Франции, находится в регионе Юг — Пиренеи, департамент Верхняя Гаронна. Входит в состав округа Тулуза.
Код INSEE кантона — 3151. Всего в состав кантона Бланьяк входит 4 коммуны, из них главной коммуной является Бланьяк.

## Население
Население кантона на 2011 год составляло 37 664 человека.
| 1968   | 1975   | 1982   | 1990   | 1999   | 2006   | 2011   |
| ------ | ------ | ------ | ------ | ------ | ------ | ------ |
| 11 527 | 17 940 | 22 550 | 27 774 | 32 556 | 34 311 | 37 664 |

## Коммуны кантона
| Коммуна    | Население, чел. (2010) | Код INSEE | Почтовый индекс |
| ---------- | ---------------------- | --------- | --------------- |
| Бланьяк    | 21 710                 | 31069     | 31700           |
| Бозель     | 5179                   | 31056     | 31700           |
| Корнбарьё  | 5724                   | 31150     | 31700           |
| Мондонвиль | 4236                   | 31351     | 31700           |